# Велика Балка
Вели́ка Ба́лка — село Нерубайської сільської громади Одеського району Одеської області в Україні. Населення становить 1212 осіб.

## Історія
Під час Голодомору 1932—1933 років померло щонайменше 4 жителі села.

## Політика

### Парламентські вибори, 2019
На позачергових парламентських виборах 2019 року у селі функціонувала окрема виборча дільниця № 510231, розташована у приміщенні клубу.
Результати
- зареєстровано 1236 виборців, явка 37,46%, найбільше голосів віддано за «Слугу народу» — 64,69%, за «Опозиційну платформу — За життя» — 16,01%, за «Опозиційний блок» — 4,39%.[2] В одномандатному окрузі найбільше голосів отримав Сергій Колебошин (Слуга народу) — 49,10%, за Романа Зелінського (самовисування) — 21,74%, за Сергія Боба (Опозиційна платформа — За життя) — 7,17%[3].

## Населення
Згідно з переписом 1989 року населення села становило 1475 осіб, з яких 673 чоловіки та 802 жінки.
За переписом населення 2001 року в селі мешкало 1212 осіб.

### Мова
Розподіл населення за рідною мовою за даними перепису 2001 року:
| Мова       | Відсоток |
| ---------- | -------- |
| українська | 94,14 %  |
| російська  | 4,79 %   |
| румунська  | 0,58 %   |
| білоруська | 0,33 %   |
| гагаузька  | 0,08 %   |

## Пам'ятки
- Братська могила[d] 3 радянських воїнів, загиблих при обороні м. Одеси в серпні 1941 року (біля магазину);
- Братська могила[d] 3 радянських воїнів, загиблих при обороні м. Одеси в серпні 1941 року (кладовище);
- Братська могила[d] радянських воїнів, загиблих при звільненні села;